# Croatia Open Umag 2000
Il Croatia Open Umag 2000 è stato un torneo di tennis giocato sulla terra rossa. È stata la 11ª edizione dell'evento chiamato Croatia Open Umag, e che fa parte della categoria ATP International Series nell'ambito dell'ATP Tour 2000. Si è giocato all'International Tennis Center di Umago in Croazia, dal 17 luglio al 23 luglio 2000.

## Partecipanti

### Teste di serie
| Nazionalità | Giocatore      | Ranking* | Testa di serie |
| ----------- | -------------- | -------- | -------------- |
| Argentina   | Mariano Puerta | 23       | 1              |
| Cile        | Marcelo Ríos   | 24       | 2              |
| Spagna      | Albert Portas  | 48       | 3              |
| Spagna      | Carlos Moyá    | 54       | 4              |
| Stati Uniti | Jeff Tarango   | 62       | 5              |
| Spagna      | Alberto Martín | 71       | 6              |
| Rep. Ceca   | Martin Damm    | 77       | 7              |
| Spagna      | Galo Blanco    | 79       | 8              |

- Ranking al 10 luglio 2000.

### Altri partecipanti
Giocatori che hanno ricevuto una Wild card:
- Lovro Zovko
- Sergi Bruguera
- Dennis Peschek

Giocatori passati dalle qualificazioni:
- Wolfgang Schranz
- Marzio Martelli
- Roberto Carretero
- Ivan Vajda

## Campioni

### Singolare
Marcelo Ríos ha battuto  Mariano Puerta con il punteggio di 7–6(1), 4–6, 6–3.

### Doppio
Álex López Morón /  Albert Portas  hanno battuto  Ivan Ljubičić /  Lovro Zovko con il punteggio di 6–1, 7–6.